# Manuel Fernandes de Sá
Manuel Pinheiro Fernandes de Sá (n. Porto, 20 de Agosto de 1943) é um arquitecto português.
Diplomou-se em arquitetura pela Escola Superior de Belas-Artes do Porto (ESBAP) em 1968.
É professor na ESBAP (1972-1986) e na FAUP (1986 - presente).